# اندیس آنومالی شرق باش قشلاق
آنومالی شرق باش قشلاق یک اندیس فلزی است که در حوالی شهر تکاب استان کردستان قرار دارد و مادهٔ معدنی موجود در آن، طلا است.  